# بياسيتشنو
بياسيتشنو (بالبولندية:Piaseczno)  هي مدينة في وسط بولندا يبلغ عدد سكانها 32.610 نسمة (2005). تقع في ماسوفيا، نحو 16 كيلومترا في جنوب وارسو. ومن منطقة سكنية شعبية واحدى ضواحي وارسو، ترتبط ارتباطا قويا بالعاصمة، اقتصاديا وثقافيا. وهي عاصمة إقليم بياسيتشنو.

## توأمة
لبياسيتشنو اتفاقيات توأمة مع كل من:
- وادي آش
- La Calmette [الإنجليزية]‏

## وانظر أيضا
موقع مدينة بياسينتشو
الموقع الرسمي